# 鎮南戰鬥
鎮南戰鬥發生於1940年1月14－19日，地點則是在中國桂南一帶。是抗日戰爭主要戰鬥之一，交戰一方為守軍之國民革命軍，另一方則為日軍。